# The Cainian Chronicle
The Cainian Chronicle è il secondo album della band black metal Ancient, pubblicato il 18 giugno 1996 dalla Metal Blade Records.

## Tracce
1. Ponderous Moonlightning - 02.23
2. The Curse - 04.48
3. Lilith's Embrace - 06.15
4. Disciplines of Caine / Zillah and the Crone - 05.53
5. At the Infernal Portal (Canto III) - 07.06
6. Cry of Mariamne - 03.03
7. Prophecy of Gehenna - 04.04
8. Song of Kaiaphas - 08.47
9. Exu - 02.52
10. The Pagan Cycle - 07.30
11. Homage to Pan - 13.25

## Curiosità
Il testo della quinta traccia dell'album At the Infernal Portal (Canto III) è composto dai primi nove versi del terzo canto della Divina Commedia di Dante Alighieri. I versi cantati vengono ripetuti per due volte, la prima in italiano e la seconda in inglese.

## Formazione
1. Lord Kaiaphas – voce e batteria (tracce 5, 8, 9 e 11)
2. Aphazel – chitarra, basso e tastiera
3. Kjetil – batteria
4. Kimberly Goss – voce e tastiera